# National Scenic Byway

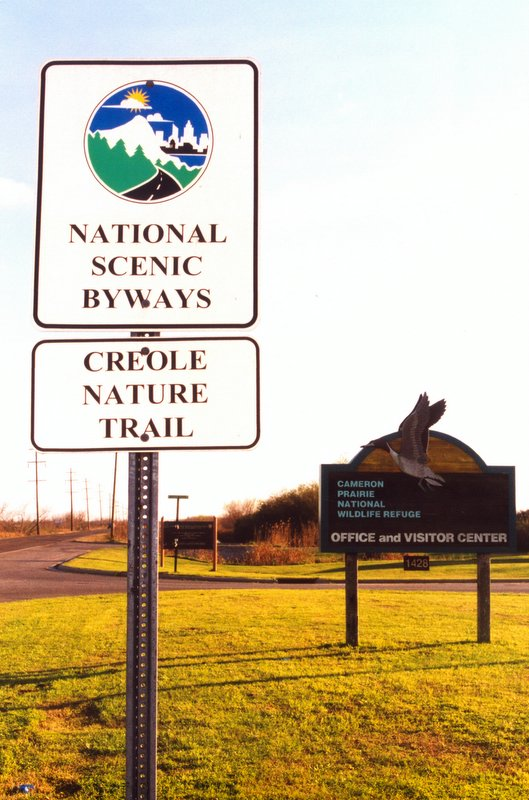
Panneau d’indication d’une route National Scenic Byway.

Le National Scenic Byway est le nom porté par des routes des États-Unis reconnues pour leurs richesses archéologique, culturelle, historique, naturelle, touristique et/ou panoramique. Les routes sont sélectionnées par le Ministère américain des Transports. Le programme fut lancé en 1991 pour préserver leurs richesses. Bien que souvent peu utilisées par rapport à d’autres axes routiers proches, ces routes se sont au fil du temps transformées en axes essentiels pour l’économie touristique locale. Le programme est géré par l’Administration Fédérale des Autoroutes (Federal Highway Administration).
Parmi ces routes, les plus importantes sont désignées par le terme All-American Roads. Il existe 99 routes National Scenic Byways et 27 routes All-American Roads situées dans 44 États américains différents (aucune dans les États d’Hawaii, du Massachusetts, du Nebraska, du New Jersey, de Rhode Island et du Texas).

## All-American Roads (par ordre alphabétique)
- Acadia Byway (Maine)
- Alaska's Marine Highway (Alaska)
- Beartooth Highway (Montana, Wyoming)
- Blue Ridge Parkway (North Carolina, Virginia)
- Cherokee Foothills National Scenic Highway (S.C. Hwy 11) (Caroline du Sud)
- Chinook Scenic Byway (Washington)
- Colonial Parkway (Virginie)
- Creole Nature Trail (Louisiane)
- George Washington Memorial Parkway (Virginie)
- Hells Canyon Scenic Byway (Oregon)
- Utah Scenic Byway 12 (Utah)
- Historic Columbia River Highway (Oregon)
- Historic National Road (Illinois, Indiana, Maryland, Ohio, Pennsylvanie, Virginie occidentale)
- International Selkirk Loop (Idaho, Washington)
- Lakes to Locks Passage (New York)
- Las Vegas Strip (Nevada)
- Natchez Trace Parkway (Alabama, Mississippi, Tennessee)
- North Shore Scenic Drive (Minnesota)
- Northwest Passage Scenic Byway (Idaho)
- Pacific Coast Scenic Byway - Oregon (Oregon)
- Red Rock Scenic Byway (Arizona)
- California State Route 1 - Big Sur Coast Highway (Californie)
- Route 1 - San Luis Obispo North Coast Byway (Californie)
- San Juan Skyway (Colorado)
- Selma to Montgomery March Byway (Alabama)
- Seward Highway (Alaska)
- Trail Ridge Road/Beaver Meadow Road (Colorado)
- Volcanic Legacy Scenic Byway (Californie, Oregon)